# قناع الوركاء

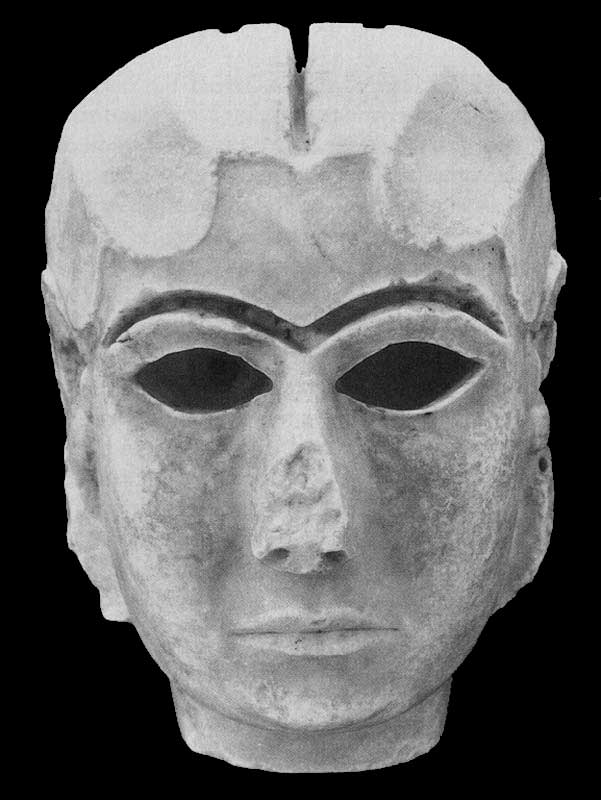
قناع الوركاء

قناع الوركاء أو وجه الوركاء ويعرف ايضاً بأسم سيدة الوركاء أو فتاة الوركاء، من أوروك والتي يعود تاريخها إلى 3100 قبل الميلاد، وهو أحد أقرب تمثيل للوجه البشري، ويبلغ أرتفاعه،21.5 سم وهو عباره عن وجه من الحجر الأبيض (الرخام) يمثل أمرأة سومرية، كانت العينان والحاجبات مُطعمة بأحجار كريمة، قبل أن يَسرقها اللصوص، ويعتبر من أحسن النماذج التي تُمثل رقي النحت السومري في أدواره الأولى ولعله كان في الأصل جزءاً من تمثال كبير أو أنه كان يعلق على الجدار، وهذه القطعة من القطع التي أعيدت للمتحف العراقي بعد سرقتها في أحداث 2003م.

## الوصف
قناع الوركاء هو تحفة فريدة من نوعها حيث أنه أول تصوير دقيق للوجه البشري، وكان هنالك محاولات سابقة، مثل رأس تل براك كان تصوير للوجه البشري لكن لم يكن بالكافي، تَبلغ طول قناع الوركاء 21.2 سم.

## الإكتشاف
أُكتشف قناع الوركاء في 22 فبراير/شباط عام 1939 من قبل بعثة من المعهد الألماني للآثار، من قبل الدكتور أ.نولديكي، في مدينة أوروك جنوب بغداد في معبد إنانا.

## السرقة والأسترداد
عندما غزت الولايات المتحدة العراق في عام 2003، نُهب المتحف الوطني العراقي (حيث يتواجد هناك قناع الوركاء)، ويعتقد أن القناع أُخد بين 10 أبريل، و12 أبريل، مع أربعين قطعة أخرى، بما في ذلك مزهرية الوركاء وتمثال باسيتكي. وعثر على التمثال ملفوف بقطعة قماش ومدفون في حديقة منزل في بغداد في 23 أيلول 2003 واُعيدَ إلى المتحف العراقي.

## معرض صور

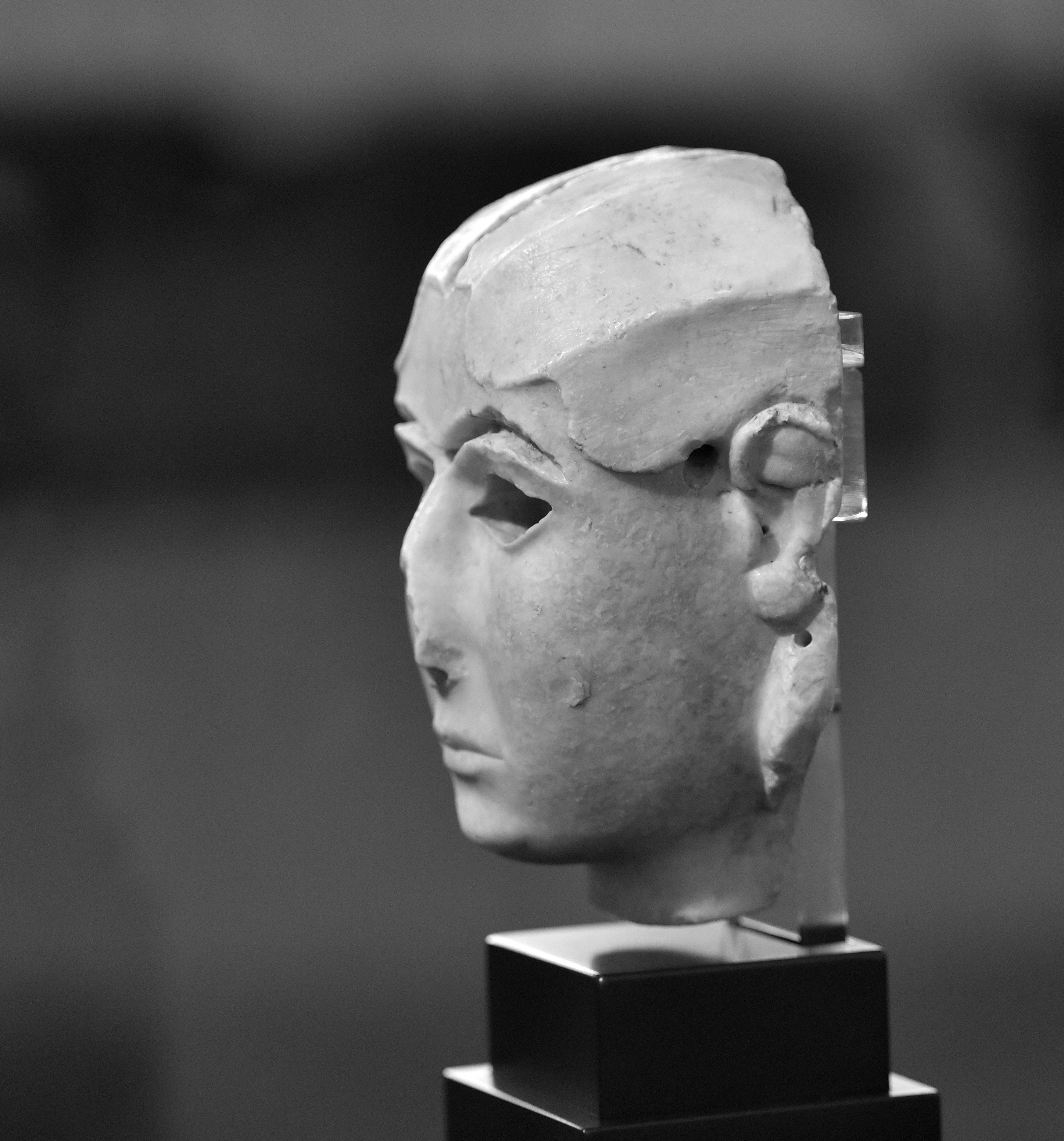
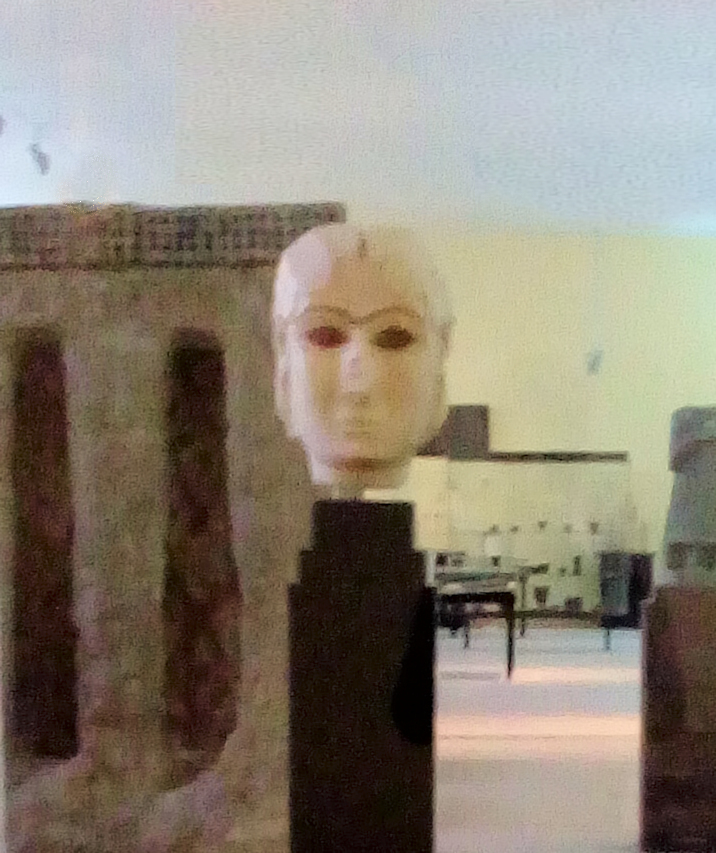
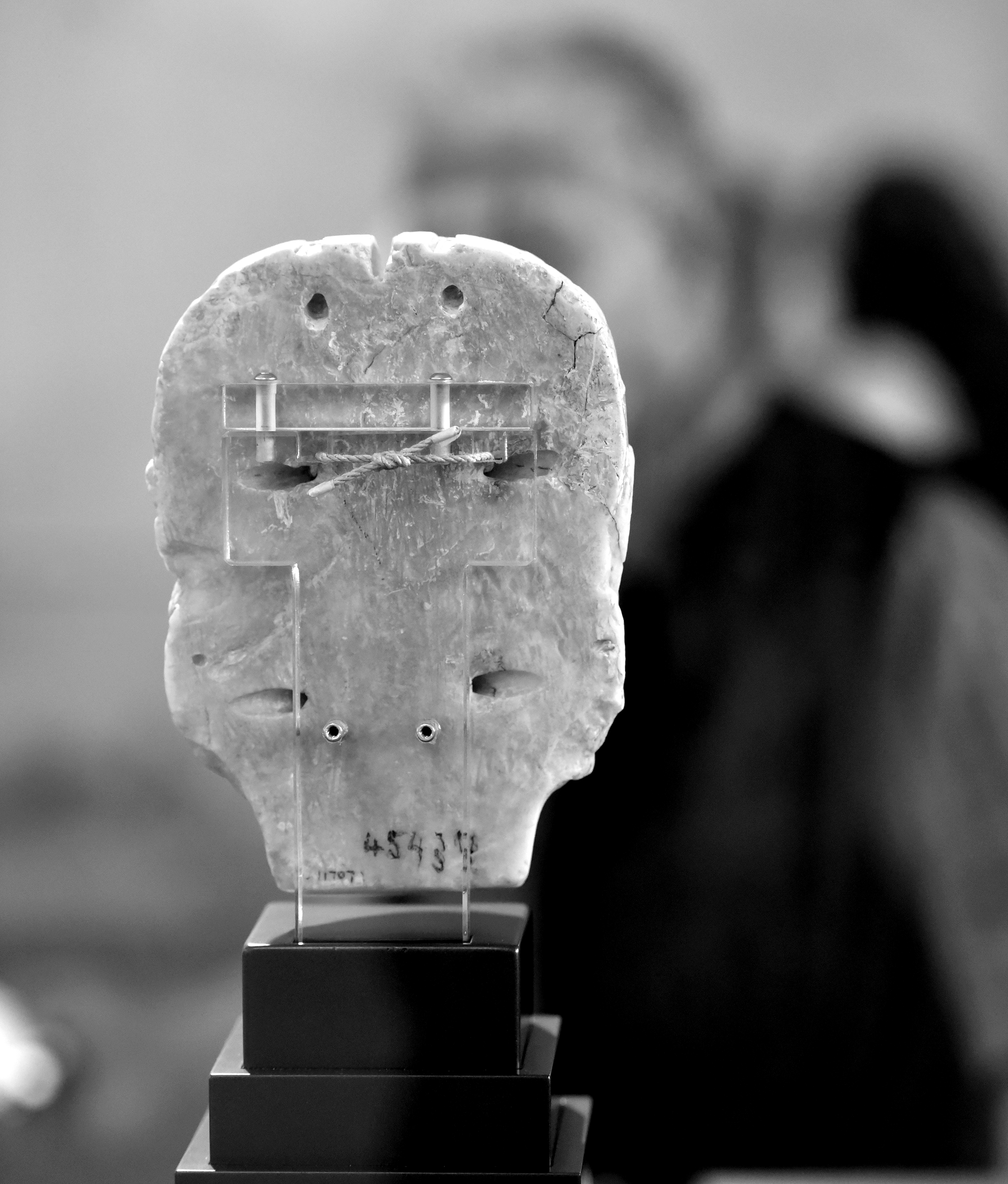
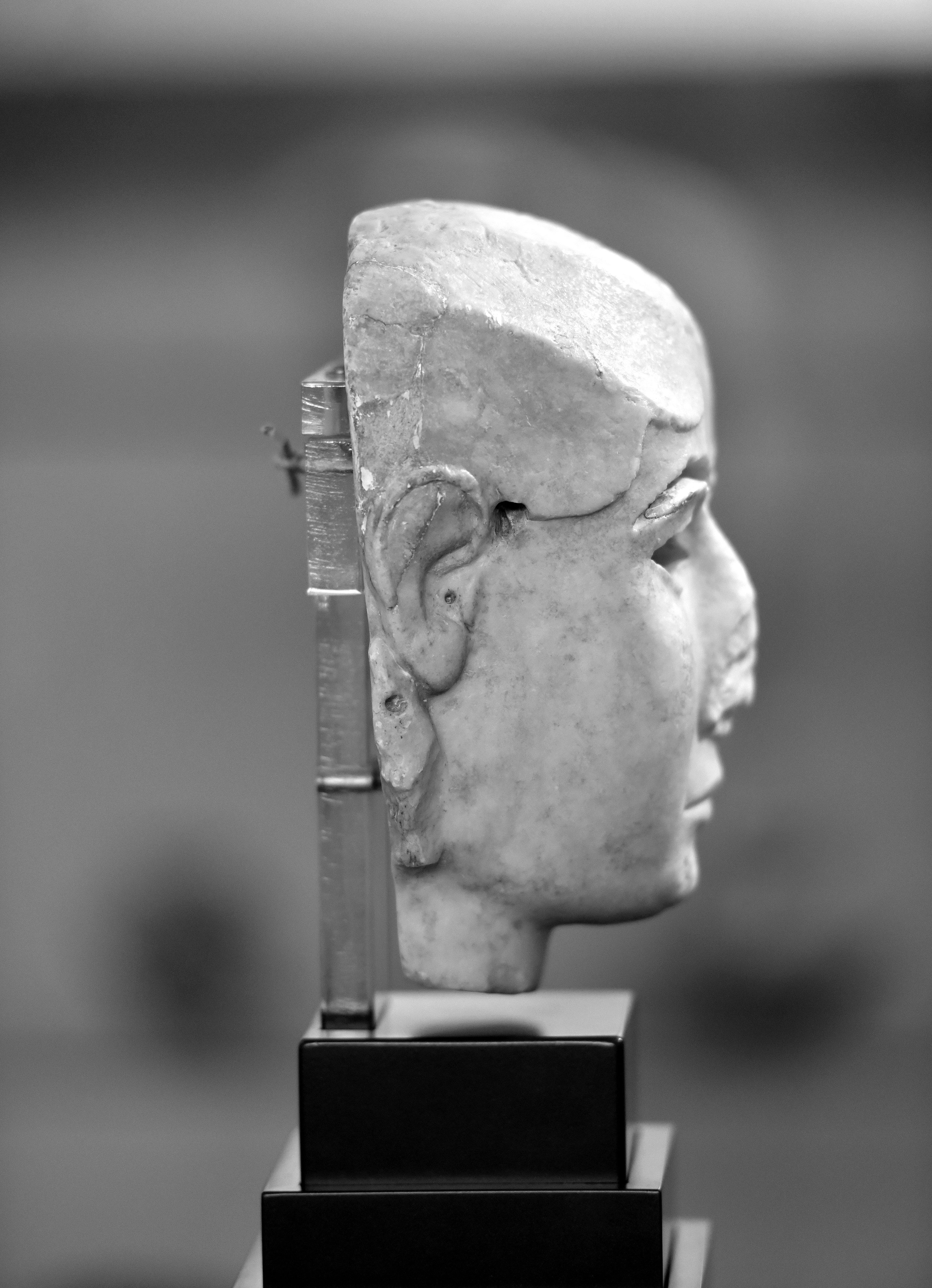